# أدب إسكندنافي

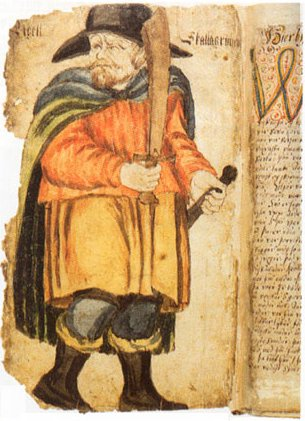

أدب الدول الإسكندنافية أو أدب الشمال هو الأدب في لغات دول الشمال من شمال أوروبا . و بلدان الشمال الأوروبي تشمل الدنمارك وفنلندا و أيسلندا والنرويج (بما في ذلك سفالبارد )، والسويد ومناطق الحكم الذاتي المرتبطة بها ( آلاند ، جزر فارو و غرينلاند ). وغالبية هذه الدول والمناطق يستخدمون اللغات الجرمانية الشمالية .
على الرغم من أن غالبية الفنلنديين يتحدثون لغات أورالية إلا أن التاريخ والأدب الفنلنديين مترابطان بشكل واضح مع كل من السويد والنرويج اللتان تقاسمتا السيطرة على مناطق مختلفة، كما تتشارك دول تلك المنطقة بتأثير سكان قومية سامي اللابية.
أنتجت هذه الشعوب الكثير من الأدباء المهمين والمؤثرين أمثال: هنريك إبسن ، كاتب مسرحي نرويجي، كان مسؤولا إلى حد كبير عن شعبية الدراما الواقعية الحديثة في أوروبا، مع مسرحيات مثل البطة البرية وبيت الدمية . وقد منحت جوائز نوبل للأدب ل سلمى لاغرلوف، فرنر فون هايدنستام ، كارل غيلوروب ، هنريك بونتوبيدان ، كنوت همسون ، سيغريد أوندست ، إريك أكسل كارلفلت، فرانس إيميل سيلانبا ، يوهانس فلهلم ينسن ، بار لاغركفيست ، هالدور لاكسنس ، نيلي زاكس ، إيفند يونسون ، هاري مارتنسون ، و توماس ترانسترومر .

## الأدب الإسكندنافي في العصور الوسطى
في العصور الوسطى تشاركت إسكندنافيا أولا بالبروتو-إسكندنافية ثم الإسكندنافية القديمة كلغة مشتركة. أقدم سجلات مكتوبة من الدول الإسكندنافية هي نقوش رونيك على حجارة تذكارية وأشياء أخرى، بعض منها احتوى على الميثولوجيا الإسكندنافية وقصائد قصيرة كمعلى .
أفضل مثال معروف تفصيلا هو حجر الرونيك (حوالي عام 800) الذي يلمح إلى الأساطير من عصر الهجرة. أقدم قصائد إيدا يعتقد أنها ألفت في القرن التاسع، على الرغم من أنها لم تحفظ كمخطوطات إلا في القرن الثالث عشر ، وهذه القصائد كانت تصف العديد من الخرافات والأساطير البطولية من الدول الإسكندنافية.
- عموما حفظ الشعر الإسكندنافي كمخطوطات في معظمه كان في وقت متأخر، ولكن بداية ظهوره كانت في القرن التاسع على الأغلب.
- ظهور المسيحية في القرن العاشر أدى لاتصال الدول الإسكندنافية مع التعليم الأوروبي، بما في ذلك الأبجدية اللاتينية، واللغة اللاتينية. في القرن الثاني عشر بدأت آثار هذا التغيير تؤتي ثمارها في أعمال أدبية مثل العمل الأدبي الدانماركي (Gesta Danorum- الأعمال الدنماركية) وهو عمل تاريخي طموح لساكسو غراماتيكوس . كان القرن الثالث عشر العصر الذهبي للأدب الأيسلندي مع سنوري سترلسون وأدبه.

## الأدب الدنماركي
وصول الإصلاحات البروتستانتية إلى الدنمارك في القرن السادس عشر أدى لبداية مرحلة جديدة للأدب في البلاد، وظهور العديد من المؤلفين والأدباء الكبار في ذلك العصر ككريستيرن بيدرسن الذي ترجم العهد الجديد إلى الدنماركية، و بول هيلجيسن الذي عارض الإصلاحات بقوة.
شهد القرن السادس عشر أيضا أولى المسرحيات الدنماركية، بينما كان القرن السابع عشر عصر تجدد الاهتمام بالآثار الإسكندنافية.
- ارتفاع وتيرة الدوغمائية الدينية والصراعات الخارجية مع السويد والمنافسات الداخلية بين النبلاء أدى إلى تحول الدنمارك إلى الملكية المطلقة عام 1660 .

ظهر أدباء دنماركيون في خضم هذه الأحداث وبعدها كيونورا كريستينا ،هانز كريستيان اندرسن ، سورين كيركغور ، يوهانس فلهلم ينسن، و كارين بلكسين .

## أدب جزر فارو
أدب جزر فارو ، بالمعنى الحرفي للكلمة وضعت لبناته في السنوات الأخيرة ما بين المئة والمئتي عام الماضية. سبب ذلك يعود أساسا لعزلة الجزر، وأيضا لأن لغة جزر فارو لم تكن مكتوبة بشكل موحد حتى عام 1890.
لجزر فارو في العصور الوسطى العديد من القصائد والقصص المنقولة شفويا، وتم تقسيم هذه الأعمال في الأقسام التالية: sagnir (التاريخية)، ævintyr (قصص) وkvæði (الأدب الشعبي، كان غالبا في الموسيقى والرقص). كل هذا كُتب في نهاية المطاف في القرن التاسع عشر ، وهذا ما وفر الأساس لأدب الجزر الراهن.

## الأدب الفنلندي
تاريخ فنلندا ، كان دوما مليئا بالأحداث الصاخبة، وخلال معظم تاريخها المدون كانت لغة الحكومة مختلفة عن لغة الأغلبية من السكان فكان لهذا تأثير قوي على الأدب الفنلندي وظهور العديد من الأعمال العظيمة التي تدور حول تحقيق أو الحفاظ على الهوية الفنلندية قوية.
- الملحمة الأكثر شهرة والذي جمع فيها الشعر والملاحم الشعبية الفنلندية هي كاليفالا المنسوبة لإلياس لونروت على الرغم من أنه كان في هذا العمل محرر ومترجم أكثر من كونه كاتب. وقد نشرت لأول مرة في عام 1835 وسرعان ما أصبحت رمزا للقومية الفنلندية .
- أول رواية نشرت باللغة الفنلندية كانت الإخوة السبعة (1870) للكاتب ألكسس كيفي (1834-1872) والتي لا تزال تعتبر واحدة من أعظم الأعمال الأدبية الفنلندية.

## الأدب الآيسلندي
الملاحم الأيسلندية ( تُعرف أيضا باسم ملاحم الأسرة) هي عبارة عن نثر تاريخي يصف غالب الأحداث التي جرت في أيسلندا في القرن العاشر وأوائل القرن الحادي عشر. وهي أشهر ما يُعرف من الأدب الأيسلندي في الفترة المبكرة.
- في أواخر العصور الوسطى أصبحت الريما الشكل الأكثر شعبية من التعابير الشعرية الأيسلندية.
- من أدباء أيسلندا منذ فترة الإصلاح : هاليغرمور بترسون ، يوناس هاليغرمسون ، غونار غونارسون و هالدور لاكسنس.

## الأدب النرويجي
تعتبر الفترة من القرن الرابع عشر إلى ما يصل للقرن التاسع عشر عصر مظلم في الأدب النرويجي، على الرغم من ظهور كتاب نرويجيين في تلك الفترة مثل بيدير فريس و ودفيج هولبرغ ممن ساهموا في إثراء أدب الدنمارك والنرويج المشترك تلك الفترة .
- مع ظهور القومية والنضال من أجل الاستقلال في أوائل القرن التاسع عشر ، ظهرت مرحلة جديدة من الأدب الوطني، المسرحي هنريك ورغلاند كان الكاتب الأكثر تأثيرا في تلك الفترة، في حين كانت أعمال هنريك إبسن اللاحقة لتكتسب النرويج مكانة وتأثيرا في الأدب الأوروبي الغربي.
- في القرن العشرين حصل ثلاثة من أدباء النرويج المبرزين على جائزة نوبل للآداب وهم: كنوت همسون ، بيورنستيرن بيورنسون و سيغريد أوندست .

## الأدب السويدي
تحتل السويد المرتبة الثالثة في قائمة الدول الأكثر حصولا على جائزة نوبل للآداب .
- من مشاهير الكتاب والأدباء السويديين كذلك : أستريد ليندغرين ، غوستاف فرودينغ ، لودفيغ ، فيلهلم موبيرج ، أوغست ستريندبرغ ، و توماس ترانسترومر .

## التقدير

### جائزة نوبل في الأدب
حصل العديد من أدباء إسكندنافيا على جائزة نوبل في الأدب منهم:
الدنمارك
- يوهانس فلهلم ينسن ، 1944
- كارل غيلوروب 1917
- هنريك بونتوبيدان 1917

فنلندا
- فرانس إيميل سيلانبا ، ولد في دوقية فنلندا، وهي جزء من الإمبراطورية الروسية في أعوام 1809-1917، 1939

أيسلندا
- هالدور لاكسنس ، 1955

النرويج
- سيغريد أوندست 1928
- كنوت همسون 1920
- بيورنستيرن بيورنسون ، 1903

السويد
- توماس ترانسترومر ، 2011
- إيفند يونسون ، 1974
- هاري مارتنسون ، 1974
- نيلي زاكس ، ولد في ألمانيا، 1966
- بار لاغركفيست ، 1951
- إريك أكسل كارلفلت 1931
- فرنر فون هايدنستام 1916
- سلمى لاغرلوف ، 1909

### الجوائز الإقليمية
جائزة المجلس الشمالي للأدب
جائزة المجلس الشمالي للأدب تمنحها لجنة تحكيم المجلس لأدب (رواية، مسرح، شعر ، قصص قصيرة ، مقالة) مكتوب بإحدى اللغات الإسكندنافية. تتكون لجنة تحكيم مجلس الشمال من عشرة أعضاء:
- اثنان من الدنمارك،
- اثنان من فنلندا (أحدهما ناطق باللغة الفنلندية وآخر ناطق باللغة السويدية )
- اثنان من أيسلندا
- اثنان من النرويج
- اثنان من السويد.

### الجوائز الوطنية
فنلندا
- جائزة فنلنديا.
- جائزة شكرا على الكتاب هي جائزة أدبية مقدمة من منظمة رابطة باعة الكتب في فنلندا.
- جائزة Atorox للخيال العلمي.

النرويج
- جائزة النقاد النرويجية للآداب.
- جائزة Halldis Moren Vesaas.
- جائزة الكتاب النرويجيون للأطفال.
- جائزة الأكاديمية النرويجية للآداب.

السويد
- جائزة سلمى لاغرلوف .
- جائزة سفينسكا داجبلاديت .
- جائزة أوغست ستريندبرغ .
- جائزة دوبلوغ.

وغيرها